# Columbia College Hollywood
Columbia College Hollywood (CCH) es una universidad privada de artes liberales ubicada en Tarzana, Los Ángeles, California. Es una de las únicas 20 instituciones cinematográficas en los Estados Unidos que han sido otorgadas como miembros de pleno derecho por la Asociación Internacional de Escuelas de Cine y Televisión (CILECT).
El colegio está acreditado por la Comisión de Universidades y Colegios Superiores de la Asociación Occidental de Escuelas y Colegios (WSCUC) para ofrecer programas de Licenciatura en Bellas Artes y títulos asociados en cine, efectos visuales y diseño gráfico y medios interactivos.

## Historia
Columbia College Hollywood fue fundado en 1952 en el vecindario MacArthur Park de Los Ángeles como un campus secundario de Columbia College en Chicago. El plan de estudios se centró en las crecientes industrias de la televisión y la radio. En 1959, Columbia College Hollywood se separó de la institución de Chicago para operar como una universidad independiente, privada y sin fines de lucro.
En sus primeros años, Columbia College Hollywood creció junto con las industrias del cine y la televisión, y finalmente se mudó de  Parque MacArthur en 1970 a un espacio más grande en La Brea Ave en el centro de Hollywood. La universidad estableció su campus actual en 1997 cuando se mudó a la antigua sede de Panavision en el barrio de Tarzana de Los Ángeles. En 2018, Columbia College Hollywood adquirió el antiguo Tribeca Flashpoint College, una escuela de medios creativos en Chicago, Illinois, que se convirtió en el primer campus filial de Columbia College Hollywood, ahora llamado Flashpoint Chicago, un campus de Columbia College Hollywood.

## Instalaciones

### Campus principal de Los Ángeles
Columbia College Hollywood está ubicado en un campus de 85,000 pies cuadrados en el Valle de San Fernando. El campus se encuentra en la ciudad de Los Ángeles en el distrito de Tarzana, que obtuvo su nombre cuando se construyó en un terreno que antes era propiedad de Edgar Rice Burroughs, el creador de Tarzán.
Los estudiantes y el personal tienen acceso al estacionamiento en el campus y al transporte público cercano y a los centros ferroviarios. La ubicación está cerca de los estudios de cine y televisión de Hollywood, incluidos Walt Disney Studios, 20th Century  Studios, Paramount Pictures, Sony Pictures Studios y Universal Studios.
El campus de Columbia College Hollywood cuenta con un teatro con sonido envolvente de 5.1 canales y 96 asientos para proyecciones, clases y eventos, una sala de proyección con sonido envolvente de 7.1 canales y 35 asientos, un escenario de sonido, un escenario de televisión HD de tres cámaras con una pantalla verde y sala de control, una suite de Foley/ADR con una cabina y sala de control insonorizadas, suites de edición de posproducción, escenarios de pie, un estudio de actuación, salas de escritores, aulas tradicionales y una sala de equipos con películas, videos y videos estándar de la industria. equipo de sonido. El campus también tiene un Centro de Recursos de Aprendizaje de 5,000 pies cuadrados que brinda a los estudiantes un espacio de estudio individual y colaborativo.

### Campus de Chicago Flashpoint
El campus de Flashpoint Chicago ocupa los pisos quinto y sexto del histórico edificio Burnham Center en 28 North Clark Street en el centro de Chicago Loop.
El vecindario limita al norte con el histórico distrito de teatros de Chicago y el Cicago Riverwalk y al este con Millennium Park y la costa del lago Míchigan.
El campus de Flashpoint alberga una sala de proyección de 52 asientos, espacio de estudio para artes cinematográficas y de grabación, suites de diseño de sonido, laboratorios de animación y efectos visuales y un laboratorio de diseño experiencial. La biblioteca y los learning commons de aprendizaje ofrecen espacio de estudio y recursos impresos y digitales.
El escenario de sonido cinematográfico de Flashpoint está ubicado en el campus de Cinespace Studios en Chicago. Es un entorno profesional de 10,000 pies cuadrados con control de luz y sonido con un conjunto de tres paredes, una puerta de elefante para carga y descarga desde el automóvil, un techo de 32 pies de altura, paredes y techo acolchados insonorizados y un piso nivelado para plataformas rodantes sin rieles.

## Académica
Columbia College Hollywood ofrece programas de licenciatura enfocados en artes de medios digitales, que incluyen cine, diseño gráfico, medios interactivos, efectos visuales, producción de medios digitales y artes de grabación. Los estudiantes también estudian artes y ciencias liberales, como humanidades, comunicación, bellas artes, matemáticas, ciencias naturales y ciencias sociales.
Los programas de grado del campus principal de Los Ángeles de 2019 incluyen Licenciatura en Bellas Artes en Cine, Licenciatura en Bellas Artes en Diseño Gráfico + Medios Interactivos, Licenciatura en Bellas Artes en Efectos Visuales y Asociado en Bellas Artes en Cine. Los programas en línea incluyen Licenciatura en Bellas Artes en Diseño Gráfico + Medios Interactivos y Licenciatura en Bellas Artes en Efectos Visuales.
Los programas de grado del campus de Flashpoint Chicago de 2019 incluyen Licenciatura en Bellas Artes en Cine, Licenciatura en Bellas Artes en Diseño Gráfico + Medios Interactivos, Licenciatura en Bellas Artes en Efectos Visuales, Asociado en Bellas Artes en Diseño + Comunicación Visual, Asociado en Ciencias Aplicadas en Cine, Asociado en Ciencias Aplicadas en Artes de Grabación y Asociado en Bellas Artes en Efectos Visuales + Animación. Los programas en línea incluyen Licenciatura en Bellas Artes en Diseño Gráfico + Medios Interactivos y Licenciatura en Bellas Artes en Efectos Visuales.
Todos los estudiantes de Licenciatura en Bellas Artes eligen un enfoque para sus estudios en un área de interés llamada énfasis, que incluye actuación, cinematografía, dirección, marketing digital y modelado digital.

## Facultad
La proporción de estudiantes por maestro en Columbia College Hollywood es de 12:1.
Muchos de los instructores de la universidad son profesionales de la industria que han ganado premios Emmy, Globos de Oro y Premios de la Academia. Los profesores han registrado más de 150 largometrajes y 2500 horas de programación de televisión, y colectivamente han creado más de dos docenas de series de televisión. Las películas de los profesores se han visto en más de 200 festivales de cine en todo el mundo, y los profesores han escrito más de 2000 artículos y reseñas, tanto académicos como de consumo, sobre cine, televisión, la industria del entretenimiento y el arte y el diseño.
Los miembros de la facultad también son miembros activos de las organizaciones y gremios profesionales más respetados de la industria del entretenimiento, incluida la Academia de Artes y Ciencias Cinematográficas (AMPAS), la Academia de Artes y Ciencias de la Televisión (Emmy), la Sociedad de Ingenieros Cinematográficos y de Televisión (SMPTE), Sociedad de Operadores de Cámara (SOC), Sindicato de Guionistas de Estados Unidos (WGA), Sindicato de Directores de Estados Unidos (DGA), Sindicato de Productores de Estados Unidos (PGA), American Society of Cinematographers (ASC), Sindicato de Editores de Películas (MPEG), Higher Education Video Game Alliance (HEVGA) y la Academia Nacional de Artes y Ciencias de la Grabación (NARAS).
Los profesores adjuntos de educación general de Columbia College Hollywood tienen antecedentes académicos en humanidades, ciencias naturales y sociales, tecnología, negocios y arte.

## Exalumnos notables
Los exalumnos de Columbia College Hollywood han trabajado en todas las áreas de la industria cinematográfica, desde exitosos programas de televisión y películas de gran éxito hasta películas animadas y producciones independientes.
- Robert Schwentke, director de cine alemán
- Jaume Collet-Serra, director de cine español
- Timothy Linh Bui, escritor, director y productor estadounidense nacido en Vietnam
- Jay Jennings, director de cine independiente estadounidense
- Eagle Egilsson, director de televisión y director de fotografía islandés
- Brent Morin, comediante, actor y escritor estadounidense

## Membresías
El colegio es miembro de:
- CILECT - Asociación Internacional de Escuelas de Cine y Televisión
- Asociación Universitaria de Cine y Video (UFVA)
- Asociación de Colegios y Universidades Independientes (AICCU)
- Asociación Nacional de Colegios y Universidades Independientes (NAICU)